# El Colorado, Aguascalientes
El Colorado är en ort i Mexiko.   Den ligger i kommunen Aguascalientes och delstaten Aguascalientes, i den centrala delen av landet, 400 km nordväst om huvudstaden Mexico City. El Colorado ligger 2 021 meter över havet och antalet invånare är 378.
Terrängen runt El Colorado är en högslätt. Runt El Colorado är det tätbefolkat, med 459 invånare per kvadratkilometer. Närmaste större samhälle är Aguascalientes, 12,0 km väster om El Colorado. Trakten runt El Colorado består till största delen av jordbruksmark.